# Sister's Slam Dunk
Sister's Slam Dunk (Hangul: 언니들의 슬램덩크; RR: Eonnideurui Seullaemdeongkeu) este o emisiune din Coreea de Sud ce a fost difuzată în fiecare vineri pe programul de televiziune KBS 2TV, începând din 8 aprilie până pe 2 decembrie 2016. Distribuția primului sezon al emisiunii a fost formată în totalitate din femei. Acestea au fost: Ra Mi-ran, Kim Sook, Hong Jin-kyung, Min Hyo-rin, Jessi și Tiffany,ce trebuiau să-și  ducă la îndeplinire visurile, încadrându-se într-un buget de ₩2,196,000 sau aproximativ $2,000.
Starurile coreene au format o trupă numită  "Unnies" (Hangul:언니쓰; RR: Eonnisseu) și au lansat o melodie numită  "Shut Up" ce a fost produsă de Park Jin-young, avându-l ca și colaborator pe You Hee-yeol, în iulie 2016. 
Cel de-al 2-lea sezon s-a axat mai mult pe proiectul întemeierii trupei, vis ce a aparținut lui Min Hyo-rin în primul sezon. Subiectul emisiunii urmărește evoluția noii generații a trupei  "Unnies" formată din Kang Ye-won,Han Chae-young,Hong Jin-young, Minzy, Jeon So-mi, Kim Sook și Hong Jin-kyung produsă de Kim Hyeong-seok (mentorul lui Park Jin-young). Îndeplinirea visurilor fiecărei membre au devenit proiecte secundare ale programului TV. Numele fan clubului rămâne  "DongSaengs" (aceasta însemnând frați și surori mai mici) și salutarea oficială, sugerată de Heo Kyung-hwan, este "Shoot! Shoot! Shoot!, Bună! Noi suntem Unnies!", expresie ce pune accentul pe imitarea mișcării aruncării mingii de baschet în timp ce spun "Shoot".

## Conținut
Sister's Slam Dunk urmărește formatul genului de "Real Variety Show", unde conținutul acestuia este în mare parte fără scenariu. De asemenea, nu există segmente prescrise în cadrul emisiunii, concentrându-se astfel doar pe finalizarea unui singur obiectiv pe parcursul a mai multor episoade. Asemăn'ându-se cu un reality show, dar totodată cu un documentar, fiecare episod prezintă activitățile la care participă membrele trupei dar și relațiile dintre acestea.  În primul sezon, tema centrală a emisiunii este îndeplinirea visurilor fiecărei membre. Fiecare episod se concentrează pe îndeplinirea a câtorva sarcini ce vor duce la realizarea acelor vise. În ordine cronologică visurile celor 5 sunt: 
1. Kim Sook - Să obțină permis de conducere categoria D. Subiectul central al acestor câteva episoade gravitează mai ales în jurul lui Kim Sook și a lui Jessi. Acestea învață să conducă un autobuz având ca scop final participarea la un examen pentru a putea obține permisul. La finalul examenului doar Kim Sook reușește să obțină permisul de conducere pentru autobuz.
2. Min Hyo-rin - Să facă parte dintr-o trupă. Pentru îndeplinirea acestui vis membrele se antrenează, atât în ceeea ce privește cântatul cât și dansul pentru a putea debuta ca și o trupă de cântărețe. Acestea formează o trupă, numită "Unnies" și cântă o melodie produsă de către Park Jin-young, fondatorul  companiei JYP Entertainment. Ultima etapă în realizarea visului este participarea la KBS Music Bank.
3. Jessi - Să-i îndeplinescă trei dorințe tatălui ei: să mănânce un fel de mâncare gătit de fiica lui, să meargă împreună la o plimbare cu mașina și să o vadă cântând pe șcenă. Pasul final pentru îndeplinirea visului este de a crea o nuntă falsă pentru Jessi.
4. Hong Jin-kyung - Să producă o emisiune care să se numească Hong Jingyeong Show. Pentru îndeplinirea acestui vis membrele emisiunii filmează un film de scurt metraj având ca etapă finală înscrierea acestuia într-un festival de film.
5. Mi-ran - Să construiască un restaurant, să aibă o ședință foto și să compună o colindă de Crăciun. Pentru îndeplinirea acestui vis, membrele emisiunii renovează o clădire părăsită transformând-o într-un restaurant și își antrenează vocile pentru a putea înregistra o colindă.

În sezonul 2, formatul emisiunii rămâne același, fără scenarii și urmărește activitățile membrelor de-a lungul câtorva zile. Cu toate acestea, tema centrală a emisiunii se concentreză pe continuarea proiectului ce se referă la trupa de fete "Unnies". Episoadele cuprind în conținutul lor drumul fiecărei membre către lansarea melodiei și pregătirea pentru a cânta și dansa pe scenă. Asemănător cu sezonul 1, fiecare episod documentează activitățile fetelor pentru câteva zile și felul în care interacționează una cu cealalta.  

## Distribuție

### Sezonul 1
- Ra Mi-ran, actriță născută în 1975[5]
- Kim Sook, comedian născută în 1975 [5]
- Hong Jin-kyung, model și prezentatoare TV născută în 1977 [5]
- Min Hyo-rin, actriță născută în 1986[6]
- Jessi, cântăreață născută în 1988
- Tiffany, cântăreață născută în 1989 (se retrage din emisiune în august 2016 în urma unei  controverse)[7]

### Sezonul 2
- Kim Sook, comedian născută în 1975 [8]
- Hong Jin-kyung, model și prezentatoare TV născută în 1977[9]
- Kang Ye-won, actriță născută în 1980 [10]
- Han Chae-young, actriță născută în 1980 [11]
- Hong Jin-young, cântăreață născută în 1985 [12]
- Minzy, cântăreață născută în 1994  [13]
- Jeon So-mi, cântăreață născută în 2001 [14]

## Episoade
| An   | Episoade | Difuzat inițial   | Difuzat inițial  |
| An   | Episoade | Prima difuzare    | Ultima difuzare  |
| ---- | -------- | ----------------- | ---------------- |
| 2016 | 33       | 8 aprilie 2016    | 2 decembrie 2016 |
| 2017 | TBA      | 10 februarie 2017 | TBA              |